# Voorslaan en uitstoten

Animatie van de clean en jerk

Voorslaan en uitstoten (ook wel stoten of clean en jerk genoemd) is een van de twee onderdelen op het olympische gewichtheffen (het andere is trekken). Het is een zeer technisch onderdeel, waarin meer gewicht boven het hoofd geheven wordt dan in welk ander onderdeel ook.

## Opbouw

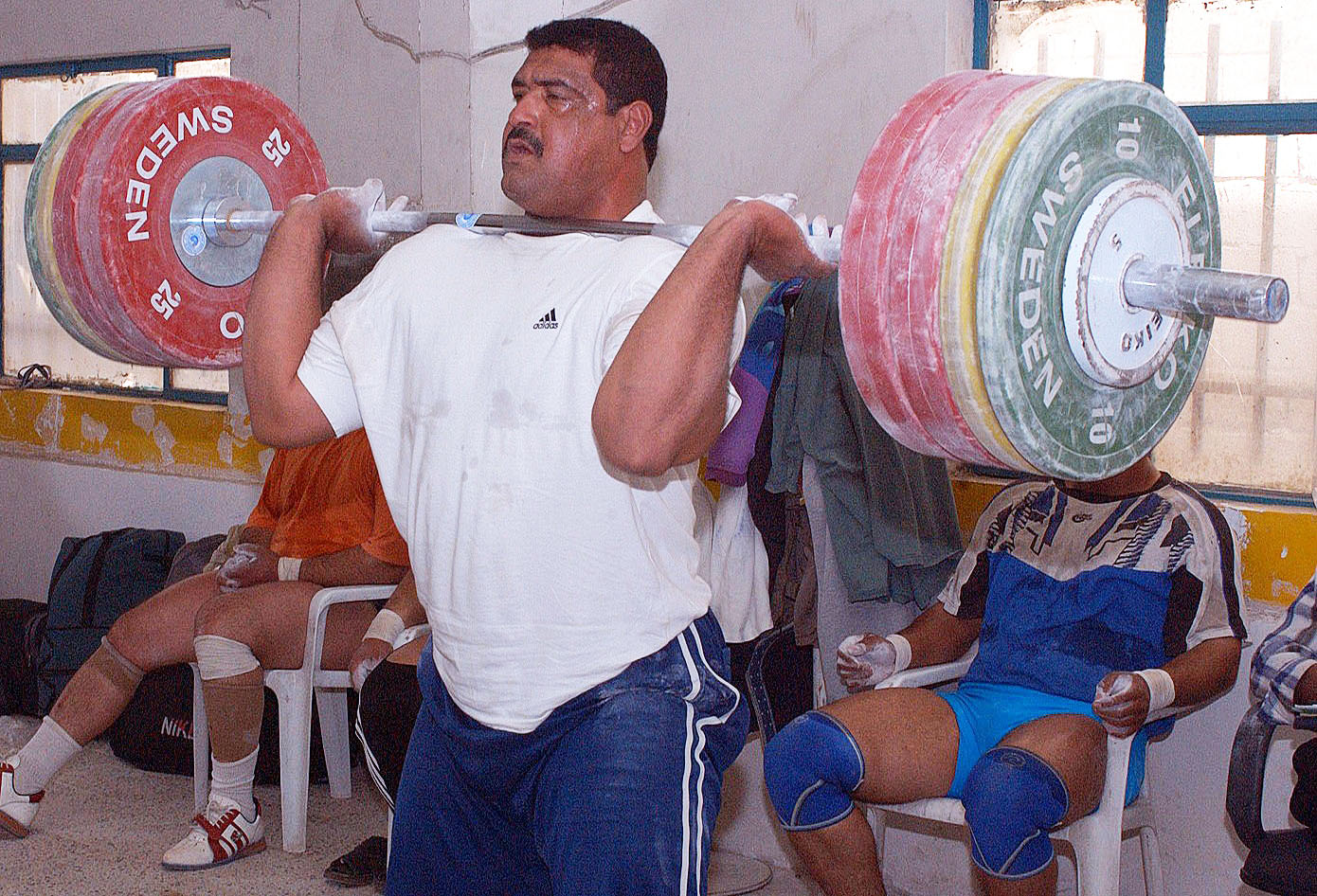
Een Iraakse gewichtheffer op het einde van het voorslaan

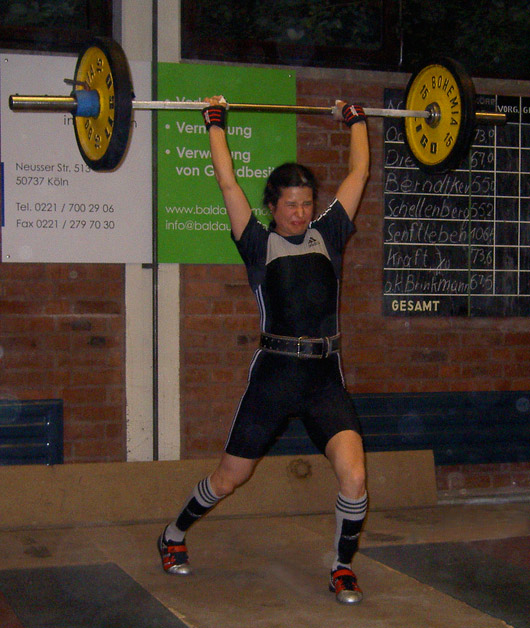
Positie na het uitstoten

### Begin
De bar wordt vastgenomen met een duimgrip (de wijs- en middelvinger omklemmen de duim en de bar voor meer grip). De handen zijn iets verder dan een schouderbreedte van elkaar. De benen in squat-houding, de armen ontspannen en de rug recht of zelfs een beetje hol.

### Voorslaan
De atleet laat de bar opspringen door een snelle strekking van heup, knieën en enkels. Als de bar op zijn hoogste punt is, buigt de atleet door de benen en draait zichzelf onder de bar, zodat hij/zij de bar iets onder de kin vasthoudt. Deze beweging moet zeer snel gebeuren en vereist een precieze timing. Vervolgens strekt de atleet de benen als in een squat.
De clean wordt ook veel gebruikt als een aparte oefening voor atleten van andere sporten, omdat het volledige lichaam gebruikt wordt en explosiviteit getraind wordt. Soms wordt clean ook voorslaan genoemd.

### Uitstoten
Met de bar juist onder de kin buigt de atleet de benen en stuwt de bar omhoog met een sprong. Vervolgens buigt de lifter de knieën en brengt de bar met gestrekte armen boven het hoofd. De lift wordt goedgekeurd als de lifter de bar met gestrekte armen en benen boven het hoofd houdt.

## Wereldrecords
Tijdens de wereldkampioenschappen in 2021 bracht de Georgiër Lasha Talakhadze het officiële wereldrecord voor mannen op zijn naam met 267 kg. Eerder dat jaar werd het record voor vrouwen door Li Wenwen gezet met een geslaagde poging van 187 kg.